# Administrația Militară Britanică (Libia)

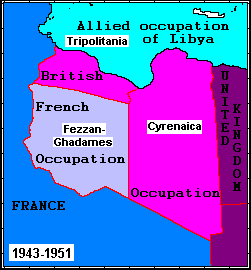
Harta ocupației aliate a Libiei arătând Tripolitania și Cirenaica

Administrația militară britanică a Tripolitaniei este al doilea nume utilizat de către autoritatea exercitată de Regatul Unit pe o porțiune de pe teritoriul fostei Libie italiene după înfrângerea Italiei, în războiul deșertului.
În 1943, după retragerea italiană, britanicii au stabilit o structură numită Administrația militară britanică (în engleză British military administration, BMA) pentru a gestiona Tripolitania și Cirenaica, două din cele trei regiuni ale Libiei italiene, și că Franța ocupă teritoriul Fezzan. 